# Troyes (jeu)
Pour les articles homonymes, voir Troyes.
Troyes est un jeu de société créé par Xavier Georges, Sébastien Dujardin et Alain Orban. Le jeu a été illustré par Alexandre Roche. Il est édité en France par Pearl Games et a gagné le Tric Trac d'or en 2011.